# Parque natural de la Cumbre, el Circo y las Lagunas de Peñalara
El Parque Natural de la Cumbre, Circo y Lagunas de Peñalara, conocido comúnmente como Parque Natural de Peñalara, es un espacio natural protegido de 768 hectáreas situado en la zona central de la sierra de Guadarrama, perteneciente al Sistema Central. También se localiza en la vertiente sureste del pico de Peñalara (2428 m), en el término municipal de Rascafría y en el noroeste de la Comunidad de Madrid (España). Este espacio natural alberga el pico de Peñalara, el más alto de la Sierra de Guadarrama, tres pequeños circos, dos morrenas y una serie de lagunas, todo ello de origen glaciar. El paraje fue declarado parque natural el 15 de junio de 1990 por el Gobierno de la Comunidad de Madrid.
La vegetación de este parque natural está compuesta por formaciones arbustivas de alta montaña, pastizales y bosques de pino silvestre que sólo se dan en las zonas más bajas. En las partes más altas predominan las praderas alpinas y los roquedales. Algunas especies animales que habitan este paraje son el buitre negro, el águila imperial, pequeños mamíferos y anfibios en las lagunas. Al parque se accede por varios caminos que salen del puerto de Cotos, un centro turístico de la región. En el espacio natural, muy visitado en días festivos, se puede practicar el senderismo, la escalada y el esquí de fondo durante el invierno.
Tras la declaración del parque nacional de la Sierra de Guadarrama en 2013, la mayor parte del territorio protegido por el parque natural pasó a quedar integrada en el primero.

## Geografía
El parque natural de Peñalara se ubica en la zona más elevada de la vertiente sureste del pico de Peñalara, el más alto de la Sierra de Guadarrama con sus 2428 metros, en la parte alta del valle del Lozoya, y en el término municipal de Rascafría. Tiene 768 ha y los límites describen una forma parecida a un rectángulo. El límite oeste del parque tiene una orientación norte/noreste-sur/suroeste, coincide con la cornisa montañosa formada por el pico de Peñalara en el norte, y las Dos Hermanas (2285 m s. n. m.) en el sur, y con el propio límite de la Comunidad de Madrid con Castilla y León. Los límites norte y sur tienen una dirección oeste-este, y el límite este se orienta de norte a sur. El punto más bajo del parque tiene a 1640 metros y está situado en la zona oriental. Las coordenadas de la zona central de la reserva son 40° 50′ N 3° 57′ O.

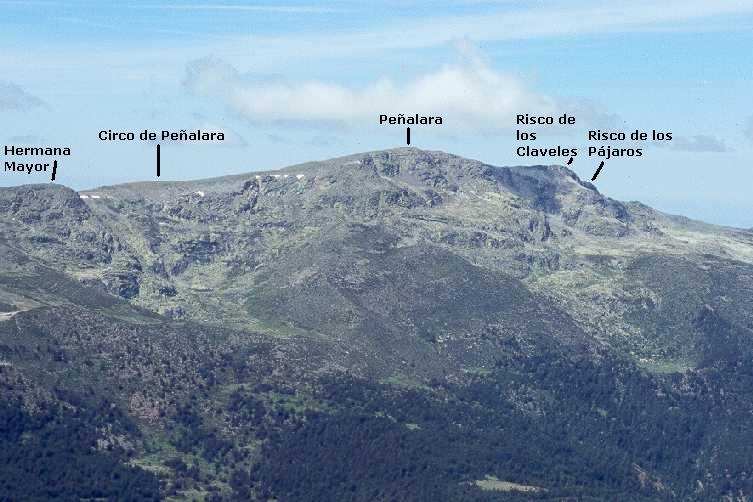
Vista general del parque natural de Peñalara. Imagen tomada en verano desde la cima de las Cabezas de Hierro. En la imagen se aprecian las morrenas del circo de Peñalara y del circo de Pepe Hernando (la de la derecha).

Así pues, el parque tiene la vertiente orientada al este y sus máximas alturas están en el poniente. En la zona norte de la cornisa de cumbres existen dos riscos sobresalientes y de difícil acceso. El más septentrional de ellos es el risco de los Pájaros, con una altura de 2334 metros. Cerca de él y un poco más al sur está el risco de los Claveles, que con sus 2388 m s. n. m. es el segundo pico más alto de toda la Sierra de Guadarrama. El resto de las elevaciones tienen un relieve menos sobresaliente. Al sur está la cima de Peñalara, señalada con un vértice geodésico de primer orden que indica los 2428,10 metros que tiene de altura. Siguiendo la cornisa en dirección sur se encontrará la Hermana Mayor, un pico de 2285 metros desde el que se tienen buenas vistas de la cima y las lagunas de Peñalara. En el límite suroeste del parque asoma la Hermana Menor con sus 2271 metros. Fuera de esta cresta de cumbres, hay que destacar la peña Los Quesos, un pico de relieve redondeado con 2032 metros de altitud, y situado al sureste de la Hermana Menor, a medio camino entre el puerto de Cotos y el circo de Peñalara.
Las cimas del parque, ordenadas de norte a sur, son las siguientes: Risco de los Pájaros (2334 m), Risco de los Claveles (2388 m), Pico de Peñalara (2428 m), Hermana Mayor (2285 m), Hermana Menor (2271 m) y Peña Los Quesos (2032 m).
Uno de los elementos más interesantes del parque natural es el circo de Peñalara, de origen glaciar. Está situado entre la cumbre de Peñalara y la Hermana Mayor, en la vertiente oriental de ambos picos. La base del circo tiene una altitud comprendida entre 2000 y 2050 metros, sus paredes graníticas ascienden desde esa cota a los 2200 y 2400 metros. Además del circo de Peñalara, existen otros dos de menor tamaño e importancia. Uno de ellos es el circo de Pepe Hernando, situado a unos 500 metros al sur de la laguna de los Claveles. Tiene un tamaño cuatro veces menor que el del circo de Peñalara y su base tiene una altura de aproximadamente 1900 metros. El otro pequeño circo es el de Regajo de la Pedriza y del Brezal. Cada circo tiene una morrena en su parte baja, es decir, una zona muy rocosa con una pendiente relativamente suave que resulta ser la huella del glaciar primitivo. Aparte de los circos y morrenas, hay sucesivas paredes orientadas de norte a sur con más de 200 metros de altura que se extienden por el norte y sur respecto al circo principal.

### Hidrografía
En el parque existen unas veinte pequeñas lagunas de origen glaciar. Todas se sitúan al este de las grandes paredes, en una zona relativamente llana situada entre 2200 y 2000 metros. Una de las mayores, es la laguna de los Pájaros, situada al noreste del risco del mismo nombre. Quinientos metros rumbo al sur está la laguna de los Claveles, una pequeña laguna ubicada entre el risco de los Claveles y la vertiente oriental de la cima de Peñalara. Más al sur, en el fondo del circo de Peñalara se asienta la Laguna Grande de Peñalara. Es la más extensa del parque natural. Tiene una forma redondeada y es la más visitada por los excursionistas. Aproximadamente a 600 metros al sureste de ésta, más alejada del circo, está la laguna Chica: una pequeña y poco visitada laguna desde donde los excursionistas pueden obtener una formidable vista de la Hermana Mayor, del circo de Peñalara y la cima de Peñalara. Todas las lagunas permanecen congeladas desde el mes de diciembre hasta aproximadamente marzo.
Durante las estaciones más húmedas (otoño y primavera), manan de las lagunas mayores una serie de arroyos que a menudo forman cascadas, que llenan de belleza al paisaje. En la laguna de los Pájaros nace el arroyo de los Pájaros, y de la laguna Grande nace el arroyo de la laguna de Peñalara. Todas estas corrientes de agua corren hacia el este y pertenecen a la región poniente de la cuenca del río Lozoya.
Las lagunas de Peñalara y otras zonas húmedas del parque fueron declaradas en 2005 sitio Ramsar bajo el nombre de Humedales del Macizo de Peñalara.

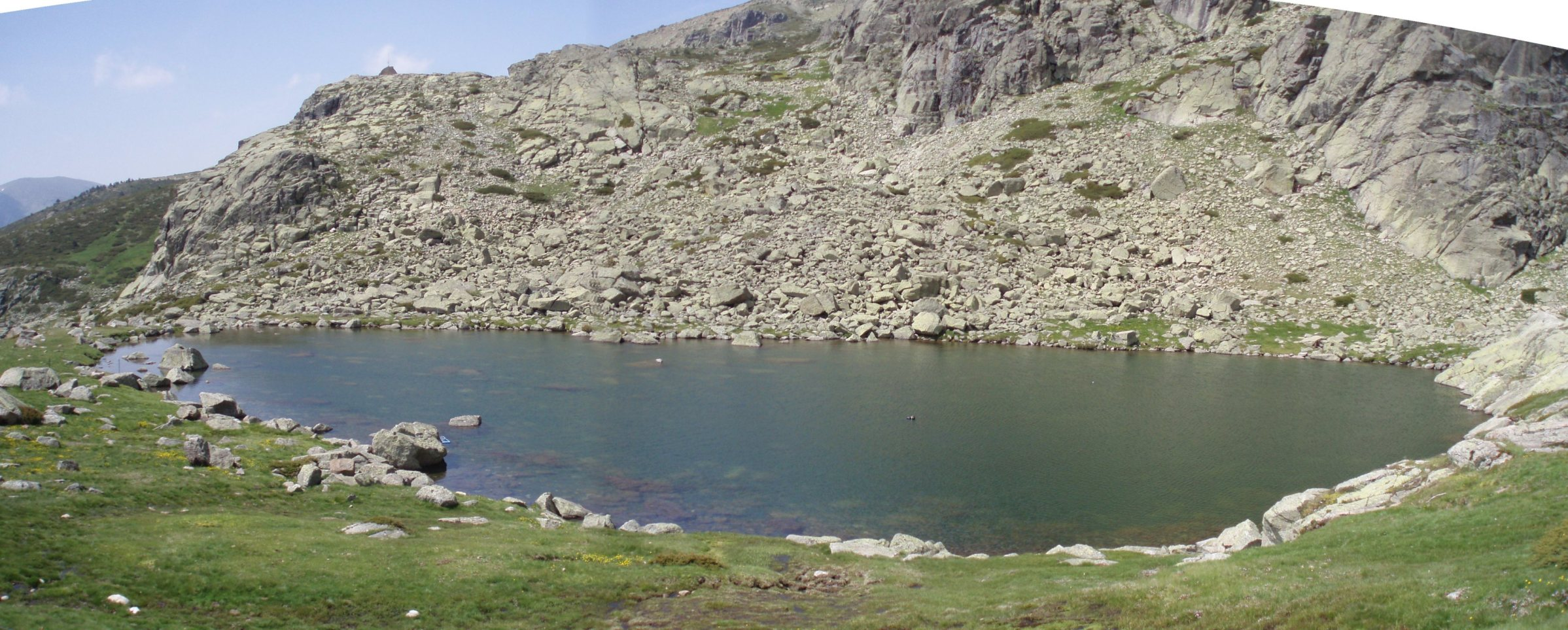
Laguna Grande de Peñalara, la laguna glaciar más grande de la sierra
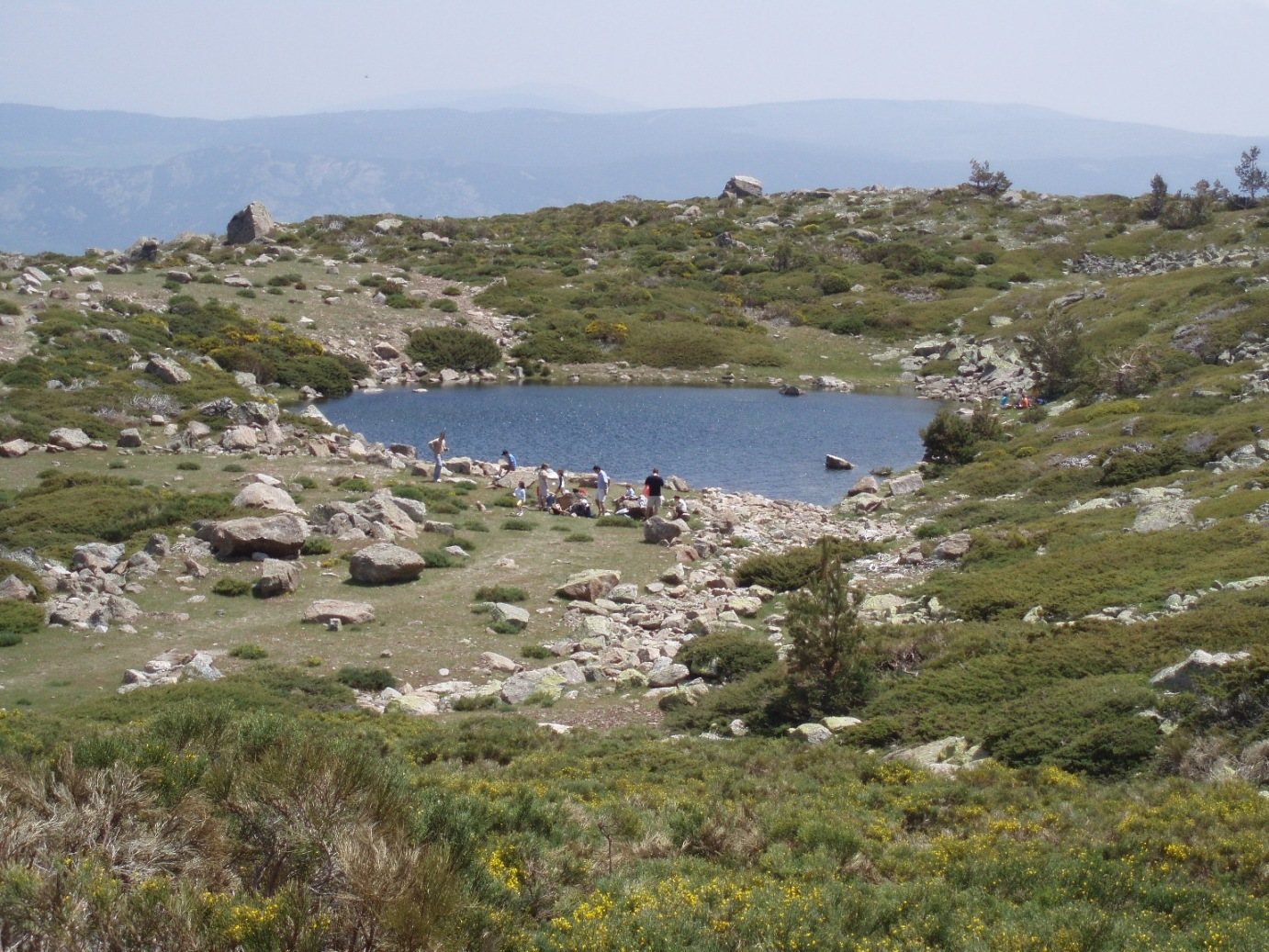
Laguna Chica de Peñalara
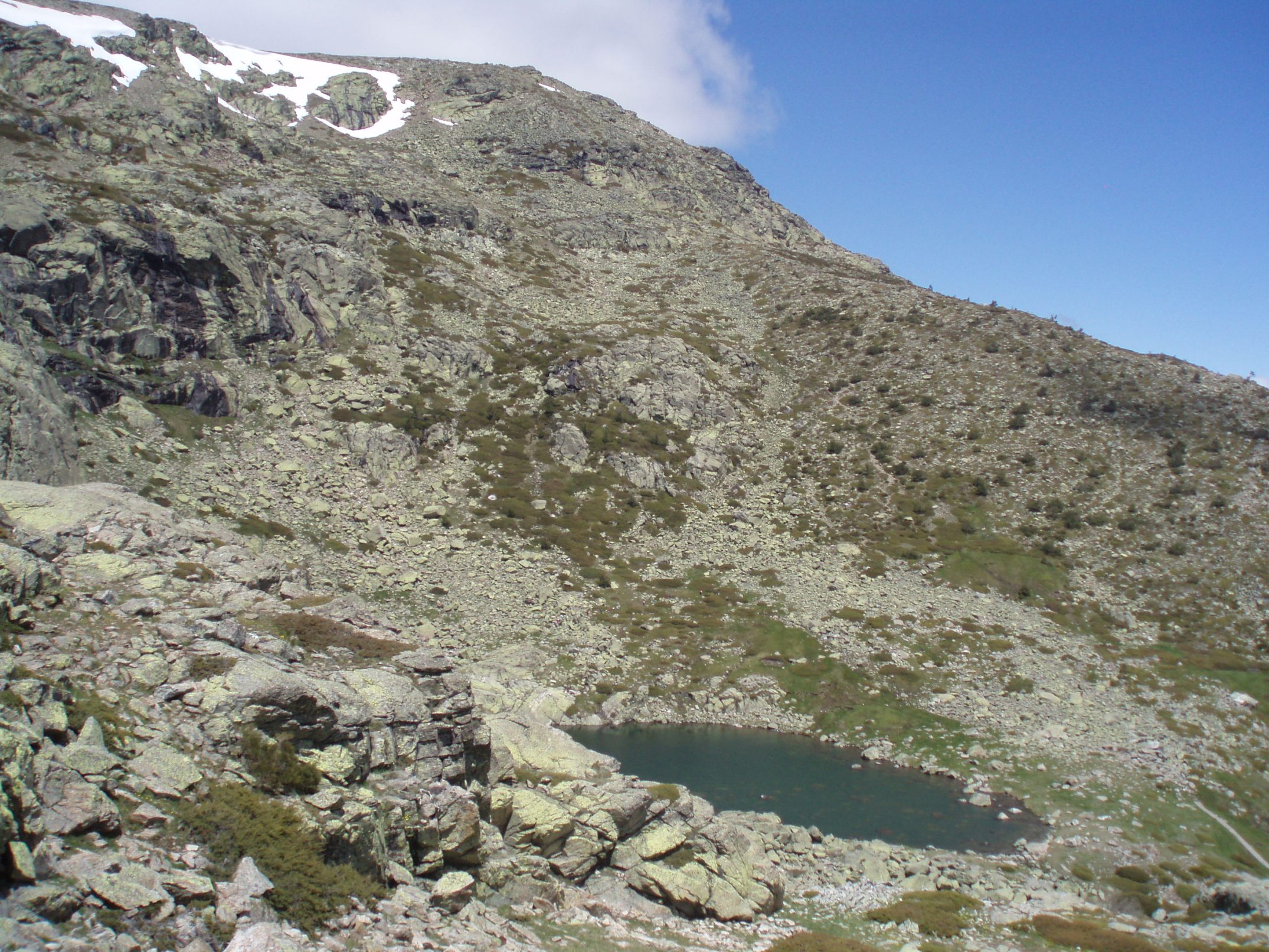
Laguna grande desde el Refugio Zabala
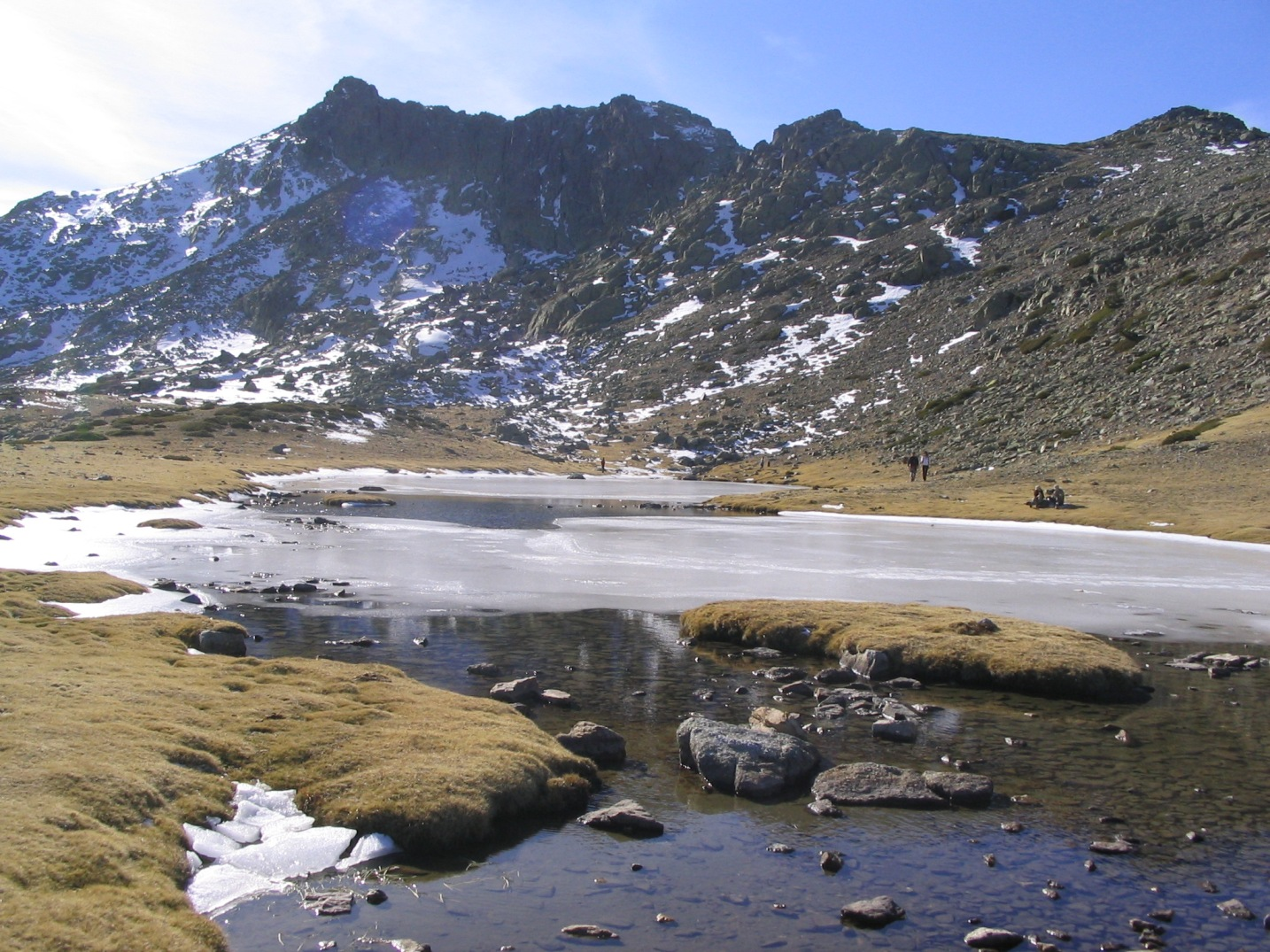
Laguna de los Pájaros[nota 1]

## Geología
El relieve de este parque se debe al choque entre las placas correspondientes a la Submeseta Norte y la Submeseta Sur. Ambas forman parte de la Meseta Central. En el paleozoico medio (hace entre 360 y 290 millones de años), un sustrato inicial de antiguos granitos y sedimentos se empezó a plegar y metamorfizar, originándose los gneises.

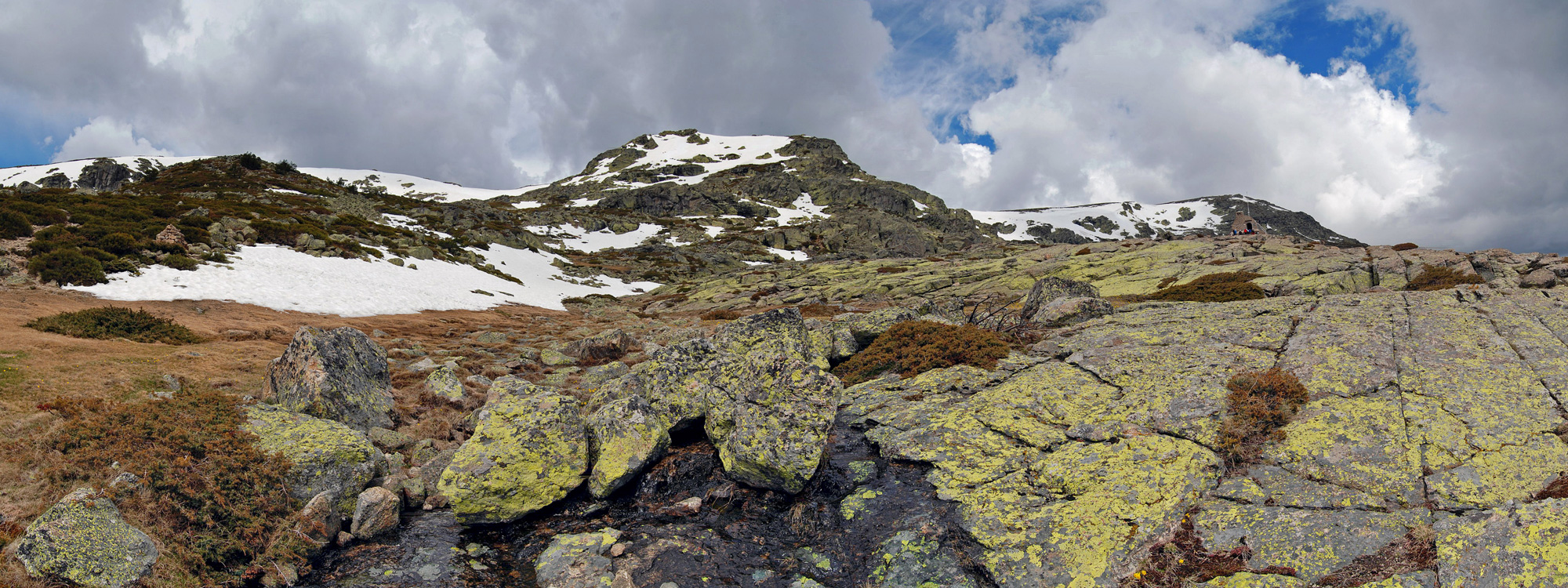
Vista general del parque natural desde la cima de Cabeza Mediana. En la imagen se aprecia el circo de Peñalara en el lado izquierdo de la cima de Peñalara.

Durante el paleozoico superior (entre 290 y 250 m.a.) dichos materiales se fracturaron. Se inició de esta forma el emplazamiento en la superficie de masas magmáticas, que originaron los granitos. En la fase final de esta era se produjo la elevación general del macizo de Peñalara. Desde el final del paleozoico y durante el mesozoico (entre 250 y 65 m.a.), tuvieron lugar los procesos de erosión y desmantelamiento del relieve. Durante este último período se produjo una transgresión marina, que dejaron expuestas zonas subacuáticas a la superficie (puede ser que en aquel momento la sierra no fuese más que un islote poco elevado sobre el mar) y formaron cuencas de sedimentación recubriendo las llanuras con sedimentos que darán lugar a las calizas.
En el cenozoico o terciario (entre 65 y 1,8 m.a.), se reactivaron los procesos que provocaron la elevación del macizo de Peñalara y la compartimentación en bloques tal y como los encontramos en la actualidad. La erosión del macizo rocoso provocó el relleno sedimentario de las cuencas con arcosas. La acción glaciar del cuaternario (desde 2,6 m.a. hasta hoy) acabó de modelar el circo de Peñalara y las paredes de la cornisa montañosa. Los circos estaban cubiertos por un manto de hielo de hasta 300 metros de espesor. Posteriormente, la consolidación de los ríos dio el relieve final. El tipo de roca más predominante en el parque es el granito, una roca muy dura y difícil de erosionar.

## Flora y fauna

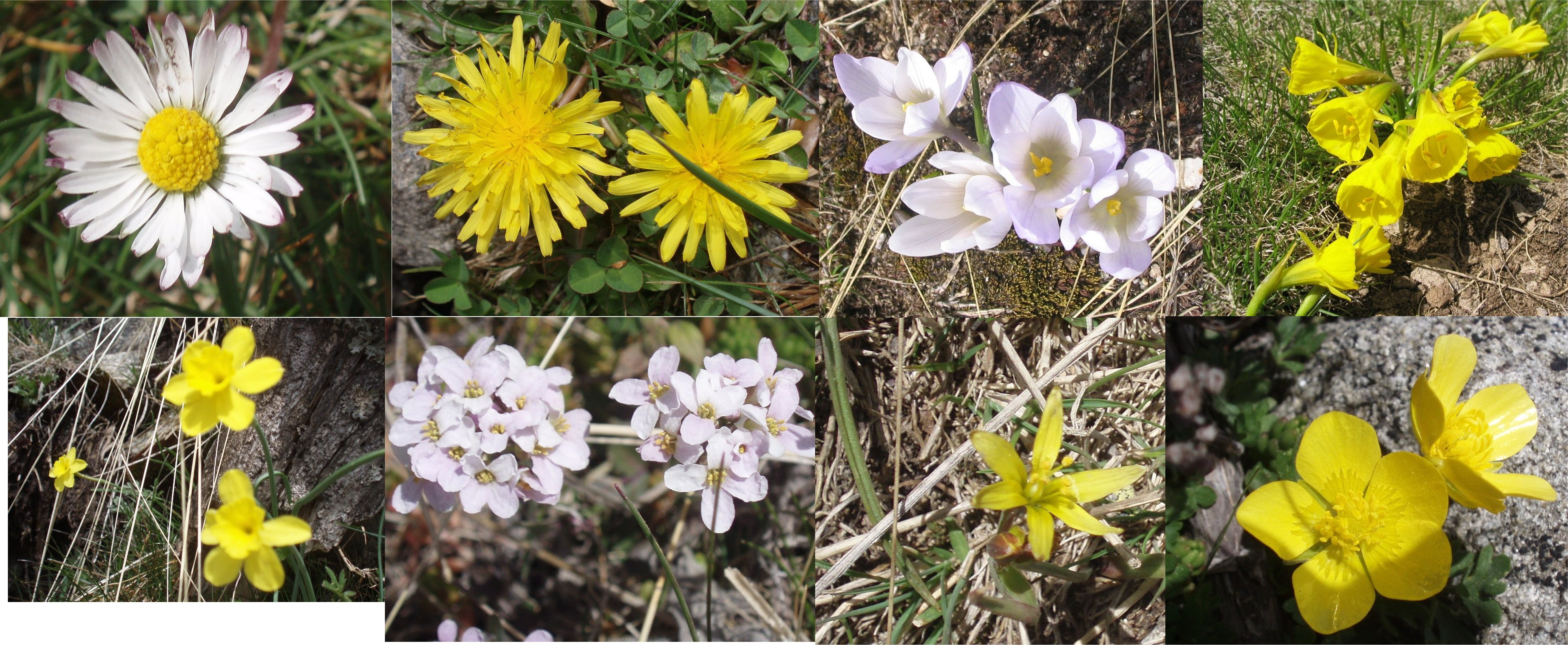
Flores de alta montaña del circo de Peñalara. De las dos flores de la esquina superior derecha, la flor blanca es un Crocus y la amarilla es un Narcissus.

La flora y fauna del parque natural de Peñalara es exclusivamente de alta montaña. El clima frío, el fuerte viento y la abundancia de nieve durante buena parte del año son las causas por las que sólo haya formaciones arbóreas en las zonas más bajas y la fauna esté compuesta por animales pequeños.

### Flora

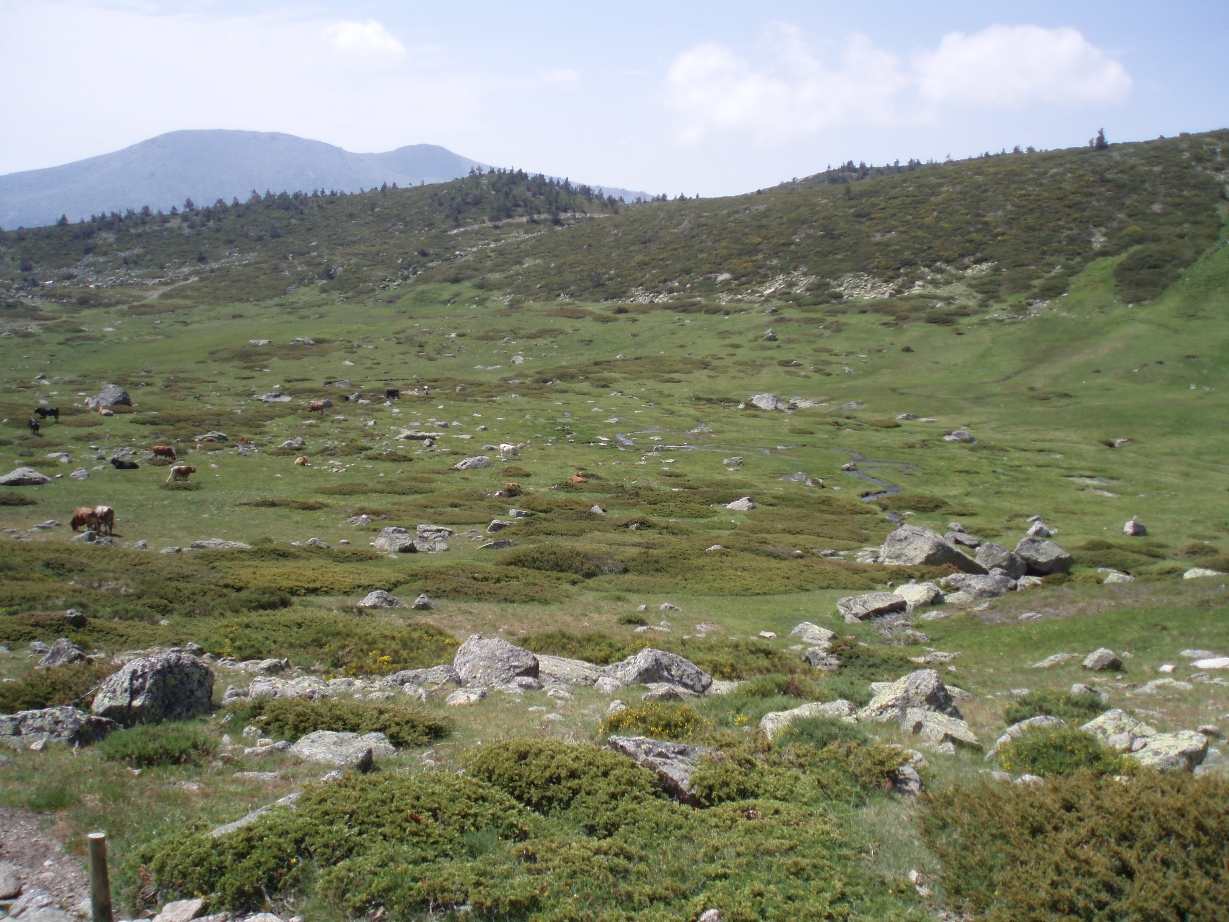
Pradera en las proximidades del circo de Peñalara. En la imagen también se aprecian zonas con matorrales bajos de alta montaña y pinos silvestres de poca altura.

La vegetación dominante está compuesta por matorral de jabino, que alterna con praderas de cervuno en las áreas más húmedas, como los fondos de los circos. Más escasos, pero igualmente de gran interés son los enclaves de arándano de los llanos de Peñalara. Otros matorrales que se pueden encontrar son el brezo y el enebro, aunque con menos presencia. Por debajo de los 2000 metros existen bosques espesos de pino silvestre. Estos pinos son la única especie arbórea del parque. En estos bosques se pueden encontrar sotobosques de helechos, aunque no son muy abundantes. Hay una serie de flores de alta montaña muy llamativas por sus colores vivos y que solo salen en primavera y verano. En el parque habitan 343 plantas vasculares y 200 especies de líquenes. Casi la mitad de los taxones de plantas vasculares están considerados raros, endémicos o amenazados. De ellas, medio centenar tienen poblaciones muy reducidas que requieren máxima protección.
Lista de especies vegetalespiorno, jabino, cervuno, arándano, brezo, enebro, helecho, pino silvestre y flores silvestres de alta montaña.

### Fauna

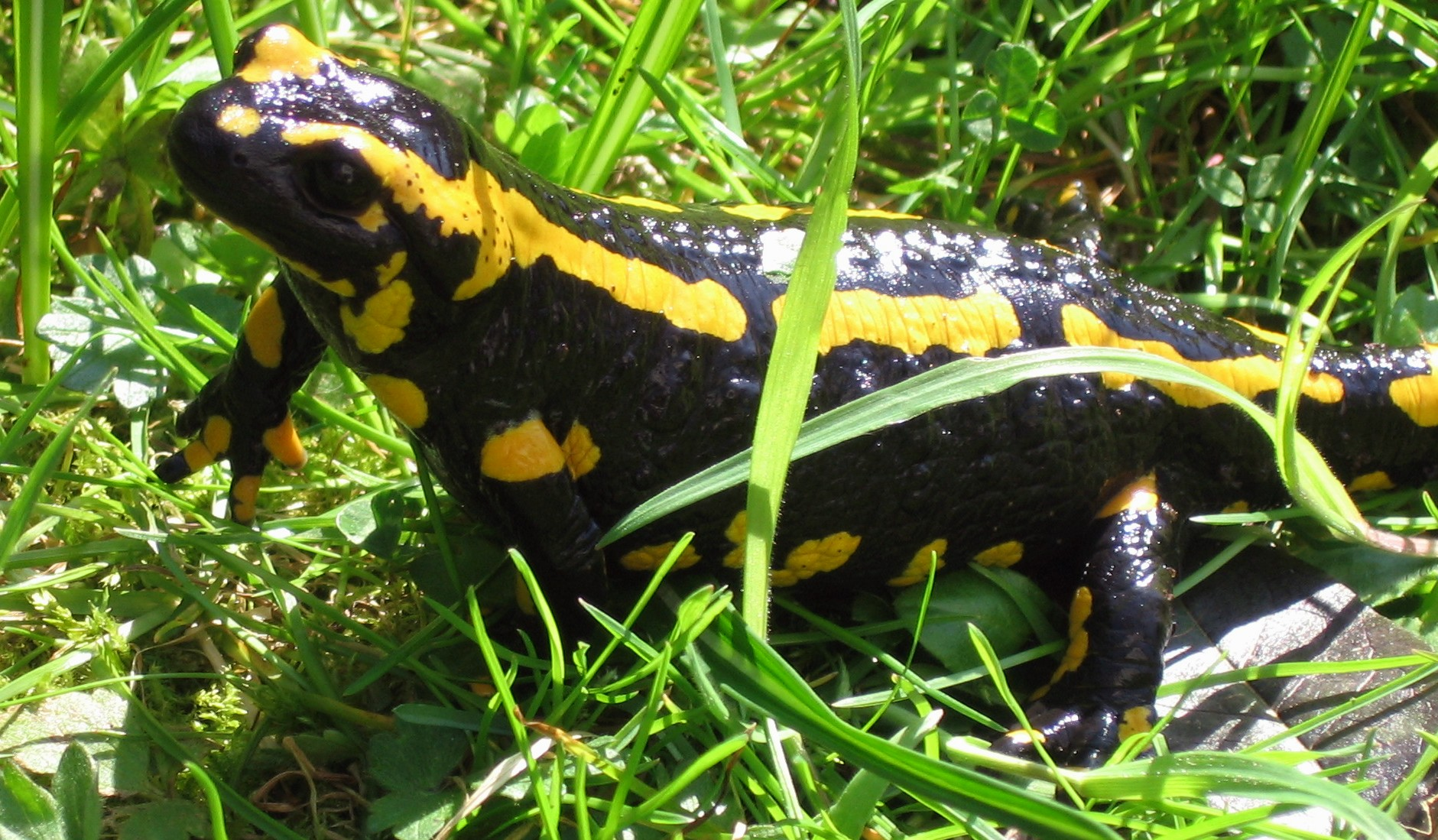
Salamandra.

La fauna presente en el parque está compuesta por animales de pequeñas dimensiones: anfibios en las lagunas, varias aves y pequeños mamíferos. Se han contabilizado diez especies de anfibios, de las cuales siete están incluidas en el Catálogo Nacional de Especies Amenazadas, y 97 especies de aves, de las cuales 79 están protegidas. El anfibio más abundante es la salamandra común. Entre las aves sobresalen el acentor común, la callaba gris, el pechiazul, el roquero rojo, la chova piquirroja, el águila imperial y el buitre negro. En el matorral vive el topillo nival y, en las rocas, la lagartija roquera y la serrana. Entre las mariposas, importantes en esta área, es posible observar la mariposa apolo, Plebicula niecensis e Hyphoraia dejeani. En cuanto a mamíferos, cabe destacar la ardilla, el conejo y el tejón.
Las zonas húmedas albergan además especies poco comunes como el tritón alpino, y mamíferos amenazados como el desmán de los Pirineos o el topillo de Cabrera, dos raros endemismos del norte de España y sur de Francia.
Lista de animales que pueden hallarse en Peñalara: Salamandra común, acentor común, collalba gris, pechiazul, roquero rojo, chova piquirroja, águila imperial, buitre negro, corzo, topillo nival, lagartija roquera, lagartija serrana, tritón alpino, desmán de los Pirineos, topillo de Cabrera, apolo, Plebicula niecensis, Hyphoraia dejeani.

## Clima

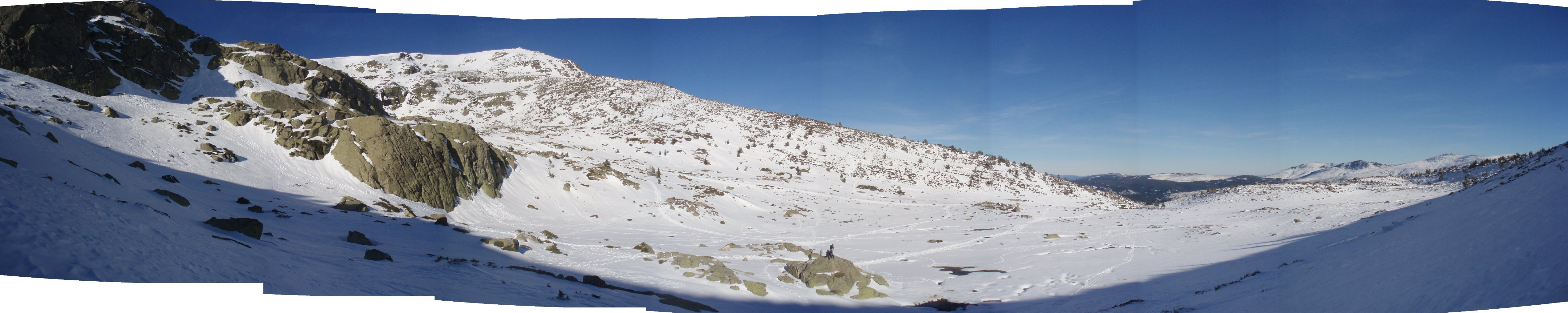
Pico de Peñalara y el circo de mismo nombre en invierno. En esta estación la práctica totalidad de la superficie del parque suele estar cubierta de nieve.

El clima del parque natural de Peñalara es de alta montaña. Se caracteriza por tener bajas temperaturas en invierno y suaves en verano. Las precipitaciones son abundantes. Las nevadas se presentan a finales de otoño, invierno e inicios de primavera. La precipitación media anual ronda los 1300 mm; son más escasas durante el verano y abundantes en otoño y primavera. La temperatura fría de la región provoca que la lluvia se convierta en nieve entre los meses de noviembre y mayo, aunque siempre hay excepciones. La nieve precipitada cubre el suelo del parque desde finales del mes de noviembre hasta mediados de mayo. En las zonas más altas se pueden encontrar pequeños neveros en julio, aunque esto es poco común. Las lagunas de Peñalara se congelan durante el mes de diciembre y se descongelan aproximadamente en marzo. Un fenómeno meteorológico que se da mucho durante el invierno es la niebla engelante o niebla de hielo, que cubre de hielo los vegetales cuando la temperatura es inferior a los 0 °C.
La temperatura media se sitúa entre los 6 y 7 °C, llegando a máximas en verano de 22 °C y a mínimas en invierno de -14 °C. Durante diciembre, enero y febrero las temperaturas no suelen subir de los 0 °C, que ocasionan que la capa de nieve se mantenga y engrose. Las tormentas son frecuentes durante el verano, primavera y, en menor medida, otoño. El viento es muy intenso en las cornisas cuando hay bajas presiones y la nubosidad de retención es muy común durante todo el año. El viento tiene una componente noroeste en valores medios. La humedad relativa media es del 75%, y cabe destacar la ausencia de fenómenos meteorológicos adversos como son los tornados, huracanes y terremotos.
Clima del Puerto de Cotos (1830 m)
|                | Enero | Febrero | Marzo | Abril | Mayo | Junio | Julio | Agosto | Septiembre | Octubre | Noviembre | Diciembre | Año  |
| -------------- | ----- | ------- | ----- | ----- | ---- | ----- | ----- | ------ | ---------- | ------- | --------- | --------- | ---- |
| Tª máxima (°C) | 2,0   | 2,5     | 4,7   | 5,7   | 10,2 | 16,3  | 21,2  | 21,2   | 16,6       | 9,8     | 5,4       | 3,2       | 9,9  |
| Tª mínima (°C) | -3,1  | -2,9    | -1,7  | -0,8  | 2,8  | 7,5   | 11,3  | 11,3   | 8,2        | 3,6     | 0,2       | -1,7      | 2,9  |
| Precip. (mm)   | 141   | 116     | 92    | 138   | 142  | 71    | 33    | 24     | 63         | 143     | 186       | 176       | 1326 |
| Días de nieve  | 13    | 12      | 11    | 13    | 5    | 1     | 0     | 0      | 1          | 3       | 8         | 11        | 78   |

## Historia

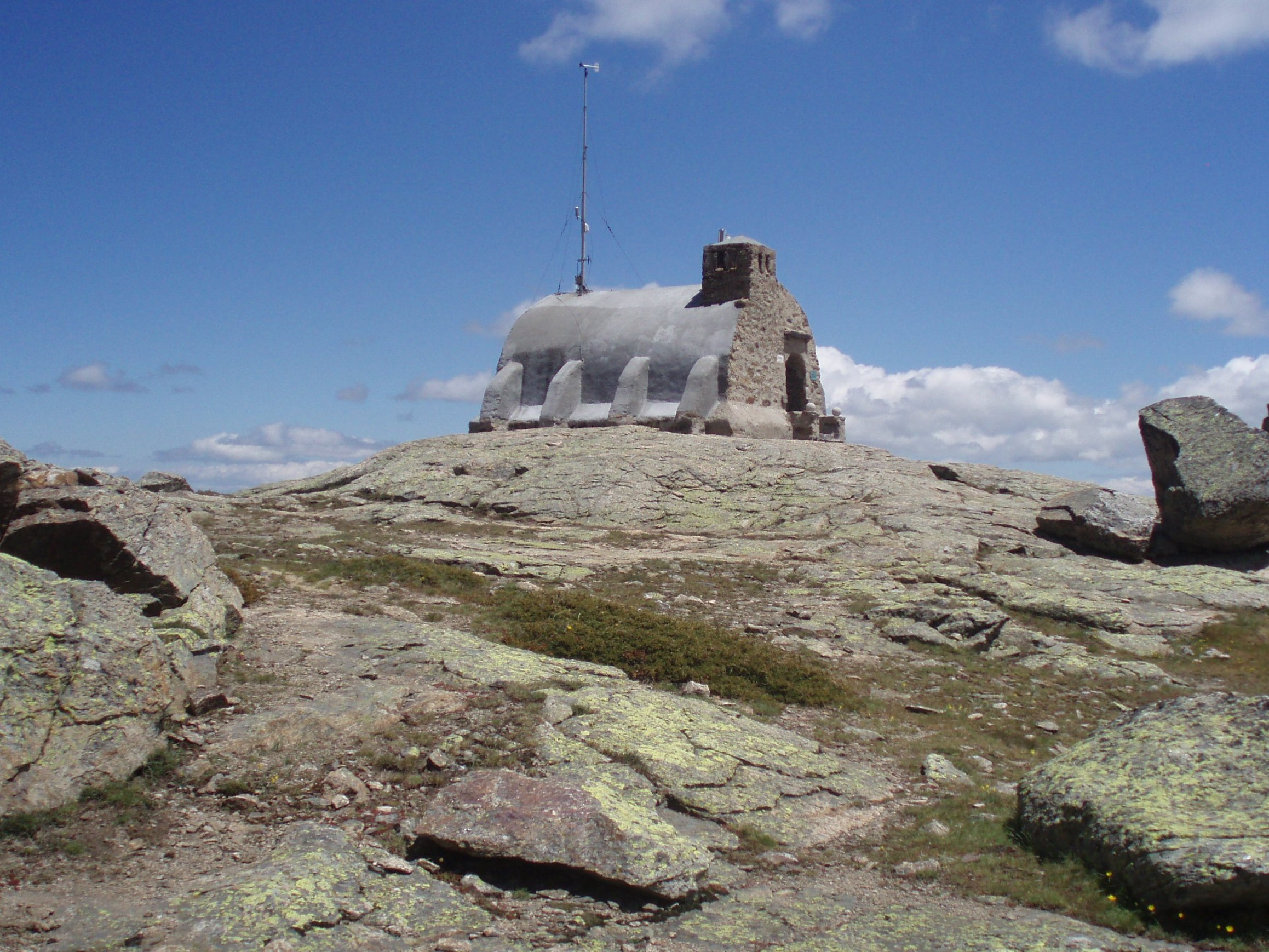
Refugio Zabala

Durante la década de los 1920, varios intelectuales de la Institución Libre de Enseñanza destacaron el importantísimo valor ecológico que posee la sierra de Guadarrama. Por ello planearon la creación del parque nacional de Guadarrama para proteger las zonas altas de la sierra. Finalmente ese proyecto no se puso en marcha debido a los cambios de gobierno y la Guerra Civil.
El gran interés científico y paisajístico que despertó el paraje a lo largo de la década de 1920 hizo que en 1930 fuera declarado Sitio Natural de Interés Nacional, con el objetivo de preservar el paisaje de ataques externos. Sin embargo, en 1969 se construyó la estación de esquí de Valcotos, que ocupaba gran parte del circo de Peñalara. La construcción de remontes, pequeños edificios, pistas y varios desmontes causó graves daños a la flora, a la fauna y al terreno.
Durante la década de los 1980, se creó un proyecto para proteger la vertiente este del pico de Peñalara incluyendo el circo y las lagunas. El 15 de junio de 1990, la Comunidad de Madrid declaró la zona como parque natural de la Cumbre, Circo y Lagunas de Peñalara mediante la Ley 6/1990, otorgando la administración del mismo al gobierno autonómico. Desde 1998 hasta principios de los 2000, se llevó a cabo el desmantelado de la desaparecida estación de esquí de Valcotos que ocupaba gran parte de la zona sur del área protegida. De esta forma, se quitaron los remontes y se repoblaron con pino silvestre las antiguas pistas. Este hecho se puede considerar pionero en todo el mundo. También hay que destacar la mejora de las instalaciones del puerto de Cotos llevadas a cabo durante estos años.
Desde principios de la década de los 2000, el gobierno de la Comunidad de Madrid y el de Castilla y León llevaron a cabo un proyecto para declarar como parque nacional de Guadarrama gran parte de la sierra. De esta forma, el parque natural de Peñalara desaparecerá porque todo su territorio estará incluido en el futuro parque nacional.
Tras la declaración del parque nacional de la Sierra de Guadarrama el área protegida del parque natural de la Cumbre, el Circo y las Lagunas de Peñalara pasó a integrarse en este, salvo una zona del municipio de Rascafría que terminaría incorporada en el parque regional de la Cuenca Alta del Manzanares. Una disposición transitoria de la ley establecía sin embargo que los terrenos del parque natural, su Plan de Ordenación de los Recursos Naturales (PORN) y su Plan Rector de Uso y Gestión (PRUG) seguirían vigentes en tanto en cuanto no se aprobaran y entraran en vigor los correspondientes instrumentos de planificación y gestión del parque nacional.

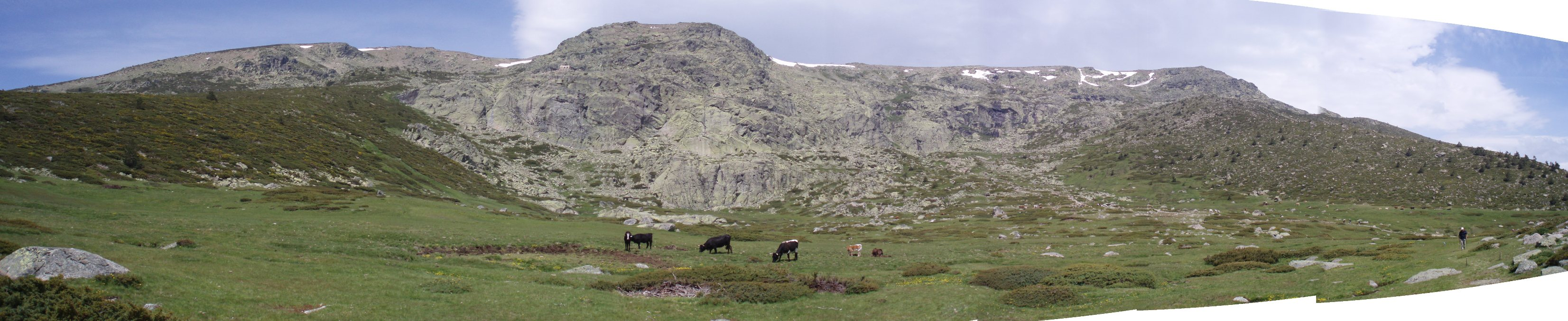
Vista panorámica del circo de Peñalara.

## Turismo

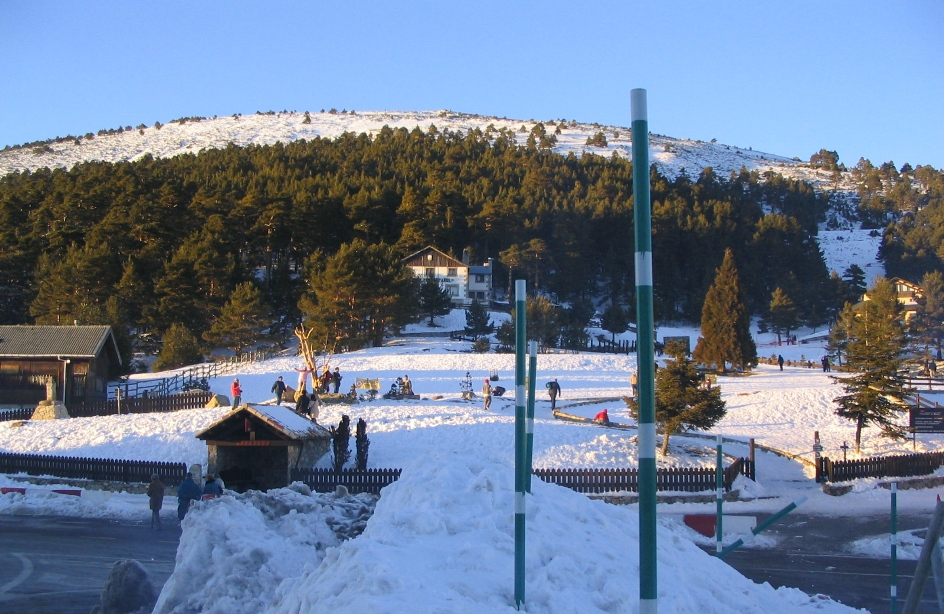
Vista invernal del puerto de Cotos.

Desde el siglo XIX, la zona de Peñalara ha atraído a cientos de excursionistas por sus magníficas vistas y paisajes. El parque era visitado a comienzos del siglo XXI por una media de 130 000 personas al año. El centro de turismo y punto de partida de todas las rutas que atraviesan el parque es el puerto de Cotos, un paso de montaña que conecta la Comunidad de Madrid con la provincia de Segovia, situado en el límite sur del parque natural.
Hasta el mismo puerto de Cotos llega una línea de tren de Cercanías Madrid (la línea C-9), que sale del municipio de Cercedilla y es conocido como el ferrocarril de Guadarrama. Esta vía de transporte es usada masivamente durante días festivos. También existe una línea de autobús que lleva al citado paso de montaña. El gran estacionamiento de automóviles situado en el puerto facilita la llegada en coche o en autobús. En el Puerto de Cotos hay un edificio de información turística del parque natural donde se reparten mapas de las rutas y se explican las normas de protección. En el puerto también hay un restaurante, la sede del Club Alpino Español, una escuela de montañismo, y un punto de alquiler de trineos. En invierno la gran explanada del puerto de Cotos se convierte en una pista de trineos.

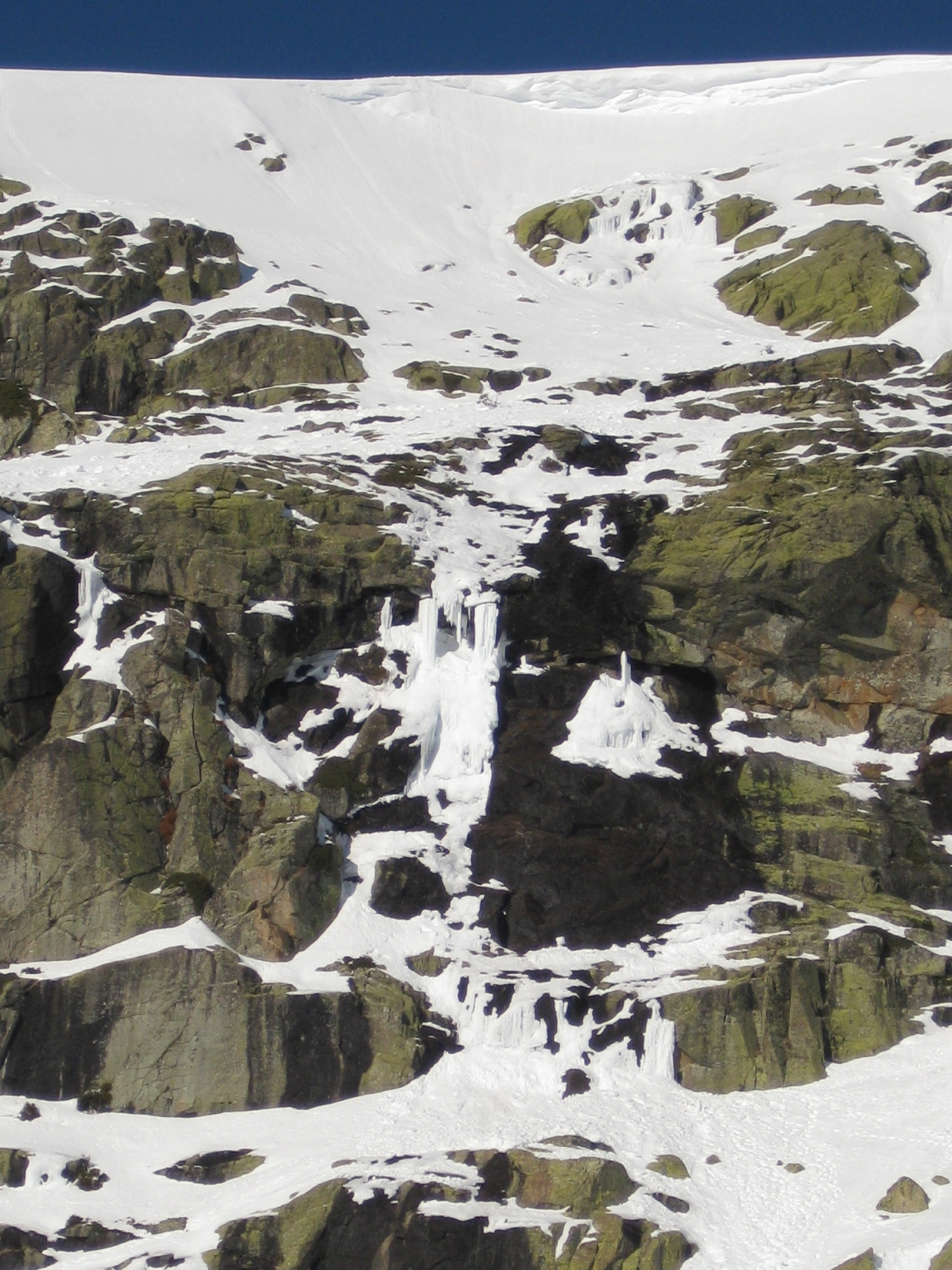
Cascadas heladas en el circo de Peñalara, donde se puede practicar la escalada en hielo.

Al pie de la Hermana Mayor, a unos 300 metros al sur de la laguna Grande y a 2075 metros de altitud está el refugio de montaña Zabala, el cual tiene una parte que sirve de almacén de material de mantenimiento del parque y otra que está abierta al público. Los hoteles y albergues más cercanos al parque natural de Peñalara están en el Puerto de Navacerrada y en el municipio de Rascafría.
El flujo de excursionistas durante días festivos es muy intenso, incluso cuando el tiempo no acompaña. La actividad más practicada en el parque natural es el excursionismo. Muchos grupos recorren durante todo el año las rutas que transcurren por el parque disfrutando el paisaje. En invierno hay que extremar las precauciones puesto que el mal clima y la abundancia de nieve y hielo dificulta el tránsito y la orientación.
Otra actividad que se puede hacer es la escalada, que se puede practicar en zonas autorizadas de las paredes que conforman el circo de Peñalara. Los sectores de escalada son los siguientes: Dos Hermanas, Cosaco, Placas Duro, Teresa, Trapecio y Zabala. En invierno también se puede practicar la escalada en hielo en algunas cascadas heladas que hay en el circo de Peñalara y el esquí de fondo en los senderos anchos y zonas que están próximas al puerto de Cotos, los cuales son antiguas pistas de la desaparecida estación de esquí de Valcotos. Es por tanto uno de los destinos turísticos y de recreo preferidos por los madrileños y segovianos.

### Vías de acceso
- Para llegar en automóvil al parque es preciso viajar por la carretera M-601 que sale de Collado Villalba si se va desde Madrid o por la CL-601 si se va desde Segovia, uniéndose ambas en el puerto de Navacerrada. Desde este puerto hay que tomar la carretera M-604 con dirección a Rascafría. Después de unos 5 km viajando por esta vía llegaremos al aparcamiento del puerto de Cotos, centro turístico del parque natural.
- Para llegar en tren se debe tomar la línea C-8b de Cercanías Madrid. En la estación de Cercedilla hay que hacer trasbordo para tomar la línea C-9, cuya última parada es la del puerto de Cotos.

## Leyendas y mitos

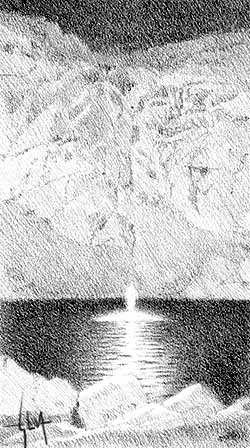
Laguna Grande

La gente que ha habitado la sierra de Guadarrama durante siglos ha creado varias leyendas relacionadas con algunos parajes de estas montañas. A continuación se describen dos que transcurren en las lagunas de Peñalara:
La Pastora
Cada noche de difuntos a la fría luz de la luna, emerge del centro de una laguna de Peñalara un islote y en ella la figura de una pastora. Esta pastora parece ser que trató de salvar un cordero extraviado entre las rocas confundiendo sus balidos con extraños y broncos ruidos que parecían surgir de las profundas y oscuras aguas.
Los dos amigos
Dice la leyenda que dos amigos intrigados por el halo de misterio que rodea a la Laguna Grande subieron a la misma con el ánimo de cruzarla a nado de noche, a la luz de la luna. Uno de ellos la cruzó a nado sin problemas, manteniendo un libro entre los dientes. Cuando alcanzó la orilla opuesta animó a su amigo a imitarle y este lo hizo. Mientras el segundo de los viajeros iba nadando, el primero iba leyendo el libro en voz alta. Pero, al alcanzar aquel el centro del pequeño lago, este cerró repentinamente el libro y las aguas se tragaron en el acto al nadador, que nunca más ha reaparecido.

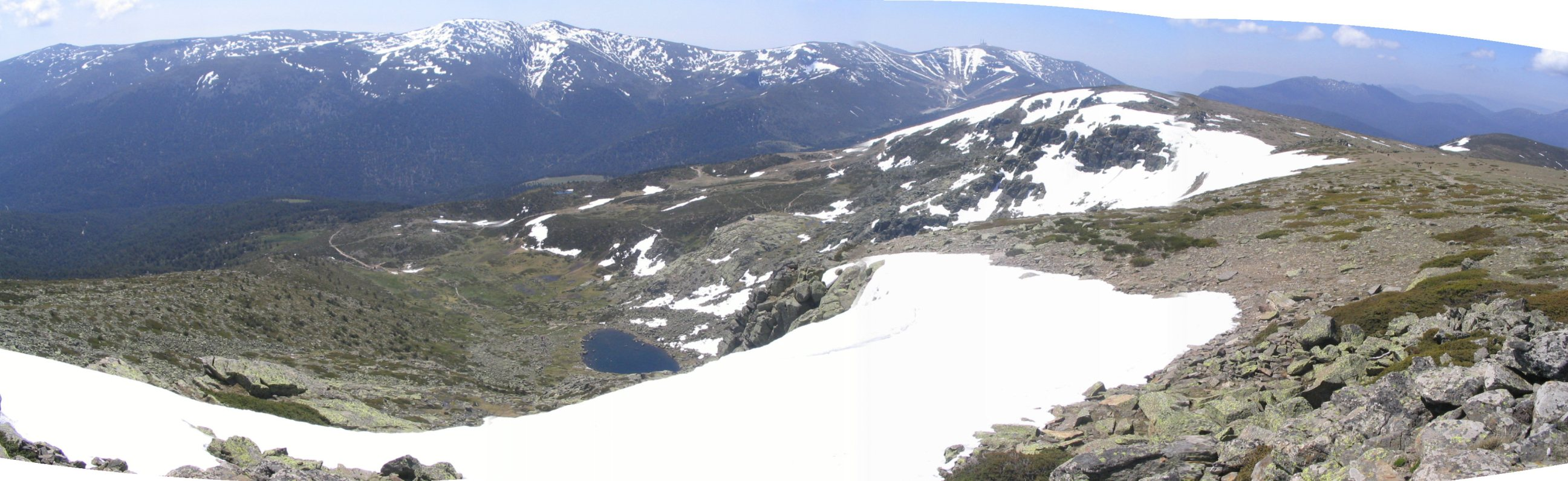
De izquierda a derecha se aprecia la cara norte de las dos Cabezas de Hierro (2383 m), el Cerro de Valdemartín (2280 m), la Bola del Mundo (2265), Siete Picos (2138 m), y en primer plano las lagunas y circo de Peñalara. Imagen tomada cerca de la cima de Peñalara.

## Cartografía

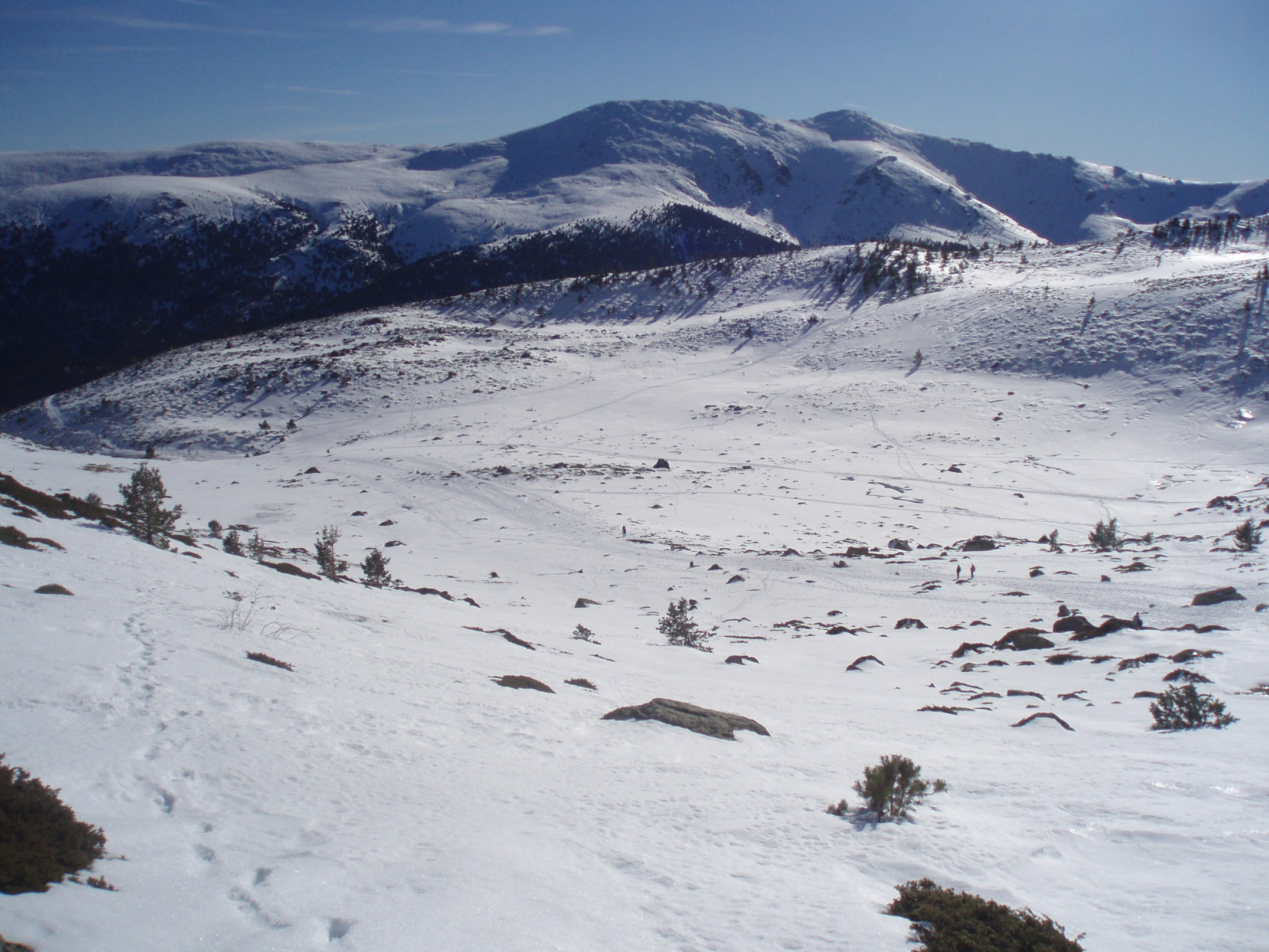
Circo de Peñalara en invierno visto desde la Laguna Grande.

- Mapa "guía de la Sierra de Guadarrama 1:50.000", editado por I.G.N.. ISBN 84-234-3412-0
- Mapa "excursionista de Guadarrama 1:25.000", editado por editorial Alpina. ISBN 84-8090-159-4
- Mapa "excursionista de La Pedriza 1:25.000", editado por editorial Alpina. ISBN 84-8090-160-8
- Mapa "sierra de Guadarrama 1:50.000", editado por La Tienda verde. ISBN 84-611-3107-X

## Véase también

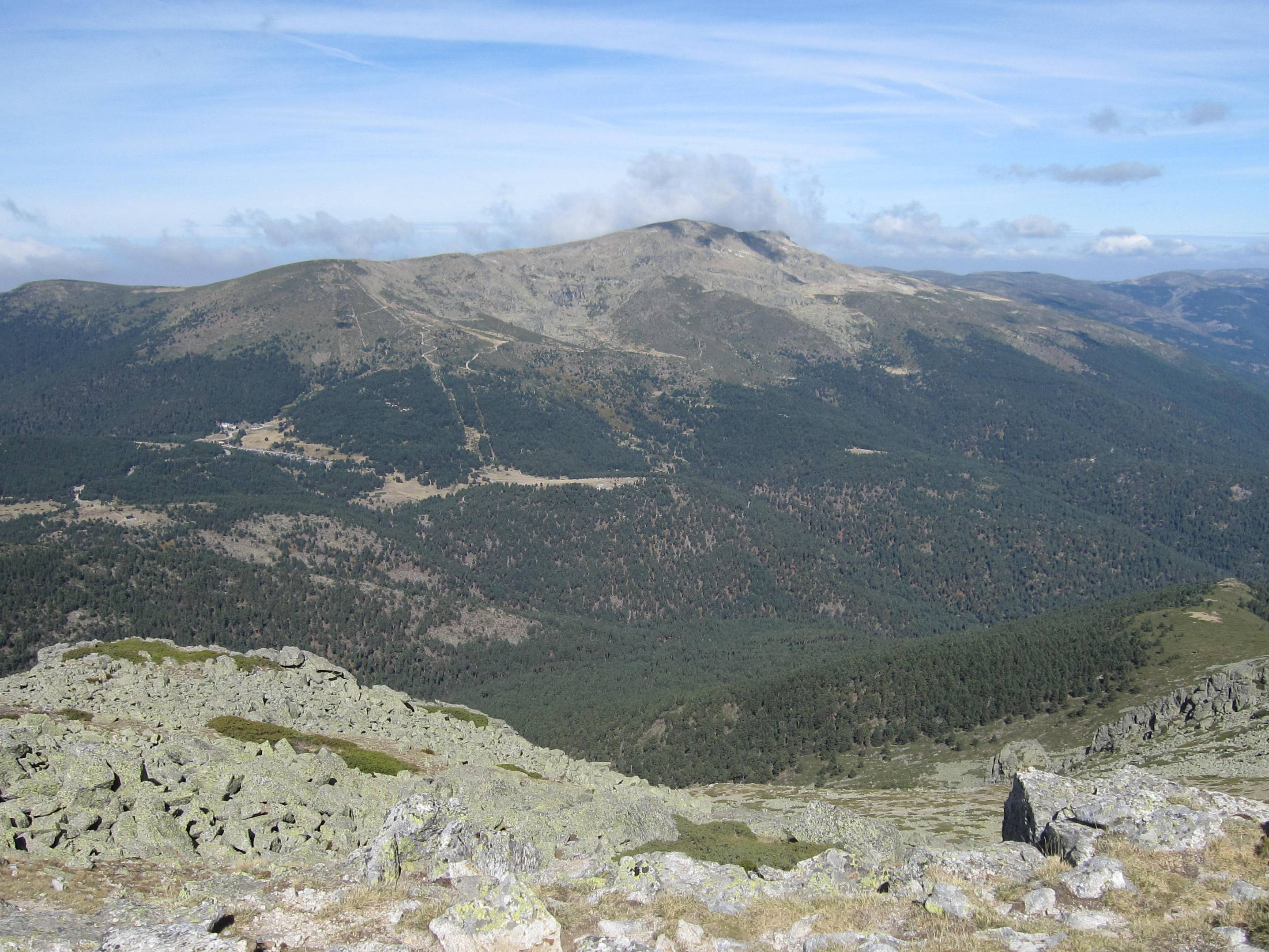
Parque natural de Peñalara visto desde la cima de Cabezas de Hierro.